# William Gull
Sir William Withey Gull (født 31. december 1816 i Colchester, Essex, død 29. januar 1890 i London) var en engelsk læge.
Gull blev i 1846 doktor, var 1847-1849 professor i fysiologi ved Royal Institution samt virkede fra 1847 til 1867 som læge ved Guy's Hospital. Han blev 1869 medlem af Royal Society og 1872 læge hos prinsen af Wales. Gull offentliggjorde sine iagttagelser ved sygesengen dels i Guy's Hospitals rapporter, dels i nogle særskilt udkomne skrifter. De fleste af dem berør den indre medicin, især nervesygdomme. Han formulerede i 1873 begrebet anorexia nervosa.